# المنع
المنع هو فلسفة قانونية ونظرية سياسية تستخدم غالباً في الضغط السياسي تنص على أن المواطنين سيمتنعون عن الأفعال المصنفة على أنها غير قانونية (محظورة) حيث يفرض حظرها من قبل السلطة االتنفيذية. هذه الفلسفة كانت أساساً للعديد من القوانين الوضعية على مر العصور، وتبرز عندما تعارض مجموعة كبيرة من السكان نشاطاً تمارسه مجموعة أصغر من السكان و/أو تشعر بالتهديد منه، وتسعى لحظر ذلك النشاط.

## أمثلة
تضمنت أعمال الحظر منع أنواع معينة من الملابس (ومنع عدم ارتداء الملابس)، ومنع القمار ورقصات الإثارة، وحظر المخدرات (مثل حظر الكحول وحظر القنب)، ومنع تدخين التبغ، وحظر الأسلحة. في الواقع، يُشار غالبًا إلى فترة الحظر في الولايات المتحدة بين عامي 1920 و1933 بسبب التعديل الثامن عشر وقانون فولستيد باسم "الحظر" ببساطة، تمامًا كما يُشار إلى "حرب المخدرات" التي تلتها.

## النقد
نجاح إجراء من إجراءات الحظر يعتمد غالباً بشكل مفرط على التنقيذ الفعال للقانون المراد. حيث يزعم بعضهم أن معظم أهداف الحظر تندرج تحت فئة الجرائم التي لا ضحية لها وأن ارتكاب الجريمة لا يضر بأحد، أو أن الأذى يقتصر على صاحب الفعل، وأن حجم الأذى صغير نسبياً. ومن ثم فإن تنفيذ القانون هذا قد يصبح صراعاً بين انتهاك النص القانوني وبين انتهاك الإرادة الحرة.
كما أن صعوبة تنفيذ قوانين الحظر قد تؤدي للحظر الإنتقائي، حيث يقوم المنفذون بملاحقة قضائية لأفراد معينين بناءً على معايير أخرى مثلاً على أساس العرق أو الثقافة أو الحنسية أو الوضع المالي. انتقد الفيلسوف الأمريكي نيون تشومسكي حظر المخدرات باعتباره تقنية للسيطرة الاجتماعية على طبقات "معروفة بأنها خطرة".
وتواجه القوانين المستندة إلى الحظر مشكلة إضافية تتمثل في جذب الانتباه إلى السلوك الذي يحاولون منعه. مما يمكن أن يجعل هذا السلوك مثيرًا للاهتمام، ويؤدي إلى زيادة شعبيته. وهذا يرتبط أساسًا بتأثير سترايساند.

## وصلات خارجية
- Peter Cohen, Re-thinking drug control policy – Historical perspectives and conceptual tools, United Nations Research Institute for Social Development, 1993
- Simon Lenton, "Policy from a harm reduction perspective", Current Opinion in Psychiatry 16(3):271–277, May 2003
- Harry G. Levine, "Global drug prohibition: its uses and crises", International Journal of Drug Policy, 14(2): 145–153, April 2003
- Learning from history: a review of David Bewley-Taylor's The United States and International Drug Control, 1909–1997
- Shifting the main purposes of drug control: from suppression to regulation of use
- Prohibition, pragmatism and drug policy repatriation
- Challenging the UN drug control conventions: problems and possibilities